# Monte Moco
Il monte Moco (2.620 m s.l.m.) è la montagna più alta dell'Angola.